# Dietersdorf (Südharz)
Dietersdorf ist ein Ortsteil der Gemeinde Südharz im Landkreis Mansfeld-Südharz in Sachsen-Anhalt.

## Geografische Lage
Dietersdorf liegt im Südharz am Ende einer Stichstraße, die von der Landstraße Roßla-Hayn (Harz) abzweigt.
Zur ehemaligen Gemeinde Dietersdorf gehörte ebenso die kleine Siedlung Karlsrode, die sich nördlich von Dietersdorf befindet.

## Geschichte
Dietersdorf gehörte zur Herrschaft der Grafen zu Stolberg.
1554 wurde die Kirche zum Heiligen Grabe Dietersdorf erbaut.
Am 6. Juli 1719 wurde das Gerichtsdorf vom Grafen Christoph Friedrich zu Stolberg-Stolberg an seinen Bruder Jost Christian zu Stolberg-Roßla abgetreten, der es in das Amt Uftrungen der Grafschaft Stolberg-Roßla integrierte.
1819 lebten in Dietersdorf 420 Einwohner in 84 Häusern.
Von 1952 bis 1990 gehörte Dietersdorf zum Kreis Sangerhausen im DDR-Bezirk Halle.
Am 1. Januar 2010 schlossen sich die Gemeinden Dietersdorf, Bennungen, Breitenstein, Breitungen, Drebsdorf, Hainrode, Hayn (Harz), Kleinleinungen, Questenberg, Roßla, Rottleberode, Schwenda und Uftrungen zur neuen Gemeinde Südharz zusammen. Gleichzeitig wurde die Verwaltungsgemeinschaft Roßla-Südharz, zu der Dietersdorf gehörte, aufgelöst.

## Persönlichkeiten
Johannes Moser, ev. Ortsgeistlicher von 1889–1906

## Verkehr
Es besteht eine Busverbindung in die umliegenden Orte. Circa 10 Kilometer südlich der Gemeinde verläuft die Bundesautobahn 38, die Göttingen mit Leipzig verbindet.